# Lithocarpus ferrugineus
Lithocarpus ferrugineus är en bokväxtart som beskrevs av Engkik Soepadmo. Lithocarpus ferrugineus ingår i släktet Lithocarpus och familjen bokväxter. Inga underarter finns listade.